# Katyn'
Katyn' (in russo Катынь?, in polacco Katyń, [ˈkatɨɲ], ) è un villaggio dell'oblast' di Smolensk, nella Russia europea, situato a circa 20 km a ovest di Smolensk e a 60 km dai confini con la Bielorussia. È attraversato e servito con una stazione dalla linea ferroviaria Berlino-Varsavia-Minsk-Mosca.

## Storia

### Massacro di Katyn'
Durante la seconda guerra mondiale, nella foresta che si trova nelle vicinanze del villaggio di Katyn', avvenne al termine della campagna di Polonia, il massacro di Katyn', nel quale trovarono la morte per mano sovietica circa 22.000 militari polacchi, le cui spoglie oggi riposano nel cimitero militare di Katyn'. La vicenda del massacro è stata narrata nel film polacco Katyn.

### Disastro aereo polacco
Il 10 aprile 2010 intorno alle 08.00 GMT un aereo del governo polacco è precipitato vicino a Katyn', provocando la morte di tutti i 95 passeggeri. Tra i passeggeri dell'aereo vi erano il presidente polacco Lech Kaczyński e sua moglie, il governatore della Banca Centrale Polacca Sławomir Skrzypek, il viceministro degli esteri Andrzej Kremer, il presidente del Comitato olimpico polacco Piotr Nurowski, il vicepresidente aggiunto della Camera dei deputati Jerzy Szmajdzinski, generali dell'esercito e altre figure politiche di rilievo.